# Jeux paralympiques d'hiver
Pour un article plus général, voir Jeux paralympiques.
Navigation
- 1976
- 1980
- 1984
- 1988
- 1992
- 1994
- 1998
- 2002
- 2006
- 2010
- 2014
- 2018
- 2022
- 2026
- 2030

Les Jeux paralympiques d'hiver se déroulent tous les quatre ans à la suite immédiate et dans la même ville que les Jeux olympiques d'hiver. Ils comprennent le ski alpin, le ski de fond, le biathlon, le para-hockey sur glace (anciennement hockey sur luge), le curling et le snowboard. Les premiers jeux ont été organisé en 1976 à Örnsköldsvik (Suède).

## Histoire
Les premiers Jeux paralympiques d'hiver se sont tenus dans une ville différente de celle des jeux olympiques d'hiver. Ainsi, les premiers jeux ont eu lieu en 1976 à Örnsköldsvik (Suède), avec 14 nations et uniquement des épreuves de ski alpin et de ski nordique. Il faut attendre 1992, et les jeux de Tignes/Albertville en France afin que les jeux paralympiques succèdent aux jeux olympiques. Les jeux de 1998 à Nagano, au Japon, sont les premiers hors d'Europe.

## Sports paralympiques d'hiver

### Ski de fond
Le ski  de fond aux Jeux paralympiques ,, est une épreuve paralympique, qui est un dérivé du ski nordique. Avec le Biathlon, c'est la seule discipline olympique au programme (pas de saut à ski ni de combiné nordique).
Il existe trois catégories d'handicaps : debout (amputé), malvoyant et assis (paralysé). Il a existé au cours des précédentes olympiades de multiples épreuves pour différencier le niveau d'handicaps mais depuis 2006, un système de compensation permet d'unifier les épreuves. Les skieurs aveugles sont accompagnés par un guide

### Para-hockey sur glace
Le para-hockey sur glace (anciennement appelé hockey sur luge) a fait son entrée aux Jeux paralympiques d'hiver de 1994, qui ont eu lieu à Lillehammer, en Norvège. 
Deux équipes nationales suédoises avaient disputé un match d'exhibition lors des premiers Jeux paralympiques d'hiver d'Ornskoldsvik 1976 en Suède. 
La compétition est ouverte aux femmes puisque la hockeyeuse Britt Mjaasund Øyen (en) a participé au premier tournoi ; cependant peu de femmes intègrent les équipes olympiques et il faut attendre 2018 pour voir une autre hockeyeuse, la canadienne Lena Schroeder puis Yu Jing l'année suivante dans l'équipe de Chine.

## Classification des athlètes par le Comité international paralympique
La classification du Comité international paralympique (CIP) pour les sports d'hiver indique la classification des athlètes en fonction de leur handicap pour les disciplines de sport d'hiver et en particulier pour les Jeux paralympiques d'hiver.
Les athlètes sont classés par catégorie de handicaps assimilables et selon les matériels techniques utilisés. Les classes B concernent les handicapés visuels (Blinds). Les classes LW (Locomotion Winter) les handicapés moteurs, debout : LW1 à LW9 ou assis : LW10 à LW12.
| Classe    | Matériel                                                                 | Type de Handicap |
| --------- | ------------------------------------------------------------------------ | --- |
| LW1       | Skieur debout 2 skis attachés ou non 2 stabilisateurs                    | Amputé fémoral double skiant avec prothèses Amputé fémoral et tibial Handicap des 2 membres inférieurs assimilable (test mini 45)                                                                                               |
| LW2       | Skieur debout 1 ski 2 stabilisateurs                                     | Amputé fémoral simple Amputé tibial skiant sans prothèse Paralysé d'un membre inférieur, lequel doit être attaché |
| LW3       | Skieur debout 1 ski 2 stabilisateurs                                     | Amputé tibial double skiant avec prothèse Handicap des 2 membres inférieurs assimilable (test entre 15 et 44) |
| LW4       | Skieur debout 2 skis normaux 2 bâtons                                    | Amputé tibial simple avec prothèse Amputé fémoral simple avec prothèse Ankylose du genou (genou bloqué) ou amputation double de l'avant-pied Handicap d'un membre inférieur nécessitant une orthèse ou avec test inférieur à 15 |
| LW5 à 6   | Skieur debout 2 skis sans bâtons                                         | Amputations Paralysie ou malfonction congénitale des 2 membres supérieurs |
| LW7 à 8   | Skieur debout 2 skis 1 bâton                                             | Amputations, paralysie ou malfonction d'un membre supérieur |
| LW9       | Skieur debout 2 skis 1 bâton                                             | Amputé d'une jambe et d'un membre supérieur Hémiplégie ou handicap croisé d'un membre inférieur et d'un membre supérieur |
| LW10 à 12 | 3 classes suivant testing de skieurs assis Uniski 2 stabilisateurs       | Amputé fémoral double Paraplégie ou handicap assimilé des 2 membres inférieurs |
| B1        | Skieur debout guidé, matériel normal port obligatoire de lunettes noires | Cécité complète (ou perception de la lumière mais sans possibilité de reconnaître objet et contours à toutes distances et dans toutes les directions)                                                                           |
| B2        | Skieur debout guidé Matériel normal                                      | Amblyope Acuité inférieure à 2/60e et/ou champs inférieur à 5° au maximum de correction |
| B3        | Skieur debout guidé Matériel normal                                      | Amblyope Acuité entre 2/60e et 6/60e Champ entre 5° et 20° |

Les skieurs assis peuvent effectuer des tests fonctionnels. L'objectif est de définir l'appartenance à l'une des trois classes LW10, LW11 ou LW12. Pour la classe LW12 également classer les athlètes dans les sous-classes LW12/1 et LW12/2.

## Liste des Jeux paralympiques d'hiver
| Année | Ville                         | Pays             | Continent            | Nombre de pays | Nombre d'athlètes |
| ----- | ----------------------------- | ---------------- | -------------------- | -------------- | ----------------- |
| 1976  | Örnsköldsvik (1)              | Suède (1)        | Europe (1)           | 14             | 250               |
| 1980  | Geilo (1)                     | Norvège (1)      | Europe (2)           | 18             | 350               |
| 1984  | Innsbruck (1)                 | Autriche (1)     | Europe (3)           | 22             | 350               |
| 1988  | Innsbruck (2)                 | Autriche (2)     | Europe (4)           | 22             | 397               |
| 1992  | Tignes/Albertville (1)        | France (1)       | Europe (5)           | 24             | 475               |
| 1994  | Lillehammer (1)               | Norvège (2)      | Europe (6)           | 31             | 471               |
| 1998  | Nagano (1)                    | Japon (1)        | Asie (1)             | 32             | 571               |
| 2002  | Salt Lake City (1)            | États-Unis (1)   | Amérique du Nord (1) | 36             | 416               |
| 2006  | Turin (1)                     | Italie (1)       | Europe (7)           | 41             | 550               |
| 2010  | Vancouver (1)                 | Canada (1)       | Amérique du Nord (2) | 44             | 506               |
| 2014  | Sotchi (1)                    | Russie (1)       | Europe (8)           | 45             | 576               |
| 2018  | Pyeongchang (1)               | Corée du Sud (1) | Asie (2)             | 49             | 570               |
| 2022  | Pékin (1)                     | Chine (1)        | Asie (3)             | 46             | 564               |
| 2026  | Milan - Cortina d'Ampezzo (1) | Italie (2)       | Europe (9)           |                |                   |
| 2030  | Alpes françaises (1)          | France (2)       | Europe (10)          |                |                   |
| 2034  | Salt Lake City (2)            | États-Unis (2)   | Amérique du Nord (2) |                |                   |